# Pleurothallis niesseniae
Pleurothallis niesseniae är en orkidéart som beskrevs av Carlyle August Luer. Pleurothallis niesseniae ingår i släktet Pleurothallis och familjen orkidéer. Inga underarter finns listade i Catalogue of Life.